# Kornel Filipowicz

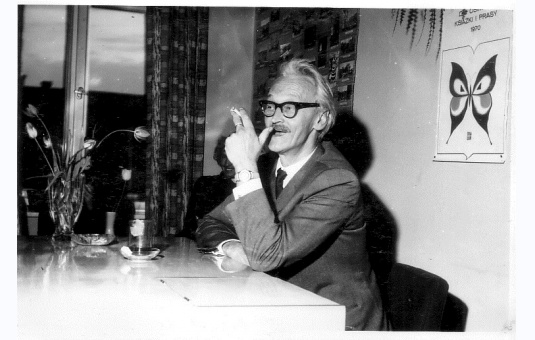
Kornel Filipowicz (1970)

Kornel Filipowicz (* 27. Oktober 1913 in Tarnopol, Österreich-Ungarn; † 28. Februar 1990 in Krakau) war ein polnischer Schriftsteller, Drehbuchautor und Dichter.

## Leben
Filipowicz wurde am 27. Oktober 1913 in Tarnopol (damals Österreich-Ungarn, ab 1918 Polen, heute Ukraine) geboren.
Sein Abitur machte er am mathematisch-naturwissenschaftlichen Gymnasium Teschen. In Krakau begann er 1933 ein Biologiestudium. 
In den Jahren 1936–1939 arbeitete er in der Redaktion der antifaschistischen, avantgardistischen Zeitschrift Unser Ausdruck (Naszy Wyraz), die sich vor allem mit Literatur beschäftigte.
Filipowicz wurde 1939 Soldat, geriet in deutsche Gefangenschaft und konnte daraus fliehen. Bis 1943 gelang es ihm, unentdeckt zu bleiben. Er arbeitete in dieser Zeit in Steinbrüchen, einem Antiquariat und einem Baubüro und blieb immer in engem Kontakt zu einer Gruppe der linksgerichteten polnischen Intelligenz.
Im Frühjahr 1944 wurde er von der Gestapo verhaftet und zunächst in Krakau, später in den Konzentrationslagern Groß-Rosen und Sachsenhausen gefangengehalten.
Nach Kriegsende lebte er in Krakau als Schriftsteller. Er war mit der Malerin Maria Jarema (1908–1958) verheiratet.
Seit Ende der 1960er Jahre war er bis zu seinem Tod mit der Dichterin Wisława Szymborska liiert.

## Werke (in deutscher Übersetzung)
- 1964: Tagebuch eines Antihelden. Roman (übersetzt von Josef Hahn), Hanser Verlag, München
- 1968: Der Garten des Herrn Nietschke (übersetzt von Heinrich Olschowsky), Verlag Volk und Welt Berlin  (Spektrum Bd. 3)
- 1969: Männer sind wie Kinder. Drei Kurzromane. (übersetzt von Klaus Staemmler; Federzeichnungen von Kazimierz Mikulski), Claassen, Hamburg und Düsseldorf
- 1976: Meine geliebte stolze Provinz und andere Erzählungen (ausgewählt und mit einem Nachwort von Jutta Janke, übersetzt von Hubert Schumann) Verlag Volk und Welt Berlin
- 1987: Der Kater im nassen Gras. Erzählungen (übersetzt von Klaus Staemmler, Nachwort von Teresa Walas), Suhrkamp Verlag Frankfurt am Main, ISBN 3-518-04444-3

## Filmografie (Auswahl)
- 1960: Ein Platz auf Erden (Miejsce na ziemi)
- 1966: Hölle und Himmel (Pieklo i niebo)